# Wahlkreis Neapel – San Carlo all’Arena (Camera dei deputati)
Der Wahlkreis Neapel – San Carlo all’Arena war von 1993 bis 2007 und ist seit 2017 wieder ein Wahlkreis (italienisch collegio elettorale) für die Wahl der Abgeordnetenkammer.

## Von 1993 bis 2005

### Wahlkreisgebiet
Der Wahlkreis umfasste Teil der Gemeinde Neapel (San Carlo all’Arena, Miano und San Pietro).

### Wahlergebnisse

#### Parlamentswahl 1994

##### Direktstimmen
| Kandidaten               | Kandidaten             | Parteien                                          | Stimmen | %    |
| ------------------------ | ---------------------- | ------------------------------------------------- | ------- | ---- |
|                          | Antonio Mazzonegewählt | Polo del Buon Governo (FI – AN – CCD – UdC – PLD) | 32.485  | 46,0 |
|                          | Umberto Minopoli       | Progressisti                                      | 27.466  | 38,9 |
|                          | Giuseppe Tranchese     | Patto per l’Italia                                | 9.286   | 13,1 |
|                          | Antonio Pianelli       | L’Arca                                            | 1.402   | 2,0  |
| Gesamt                   | Gesamt                 | Gesamt                                            | 70.639  | 100  |
|                          |                        |                                                   |         |      |
| Ungültige Stimmen        | Ungültige Stimmen      | Ungültige Stimmen                                 | 5.446   | 7,2  |
| Wähler                   | Wähler                 | Wähler                                            | 76.085  | 74,9 |
| Wahlberechtigte          | Wahlberechtigte        | Wahlberechtigte                                   | 101.630 |      |
|                          |                        |                                                   |         |      |
| Quelle: Innenministerium |                        |                                                   |         |      |

##### Listenstimmen
| Parteien                             | Parteien                      | Parteien                           | Stimmen | %    |
| ------------------------------------ | ----------------------------- | ---------------------------------- | ------- | ---- |
|                                      | Polo del Buon Governo         | Alleanza Nazionale                 | 15.948  | 22,4 |
| Forza Italia                         | Polo del Buon Governo         | 15.740                             | 22,1    |      |
| ↳ Gesamt                             | Polo del Buon Governo         | 31.688                             | 44,5    |      |
|                                      | Progressisti                  | Partito Democratico della Sinistra | 16.678  | 23,4 |
| Partito della Rifondazione Comunista | Progressisti                  | 4.682                              | 6,6     |      |
| Federazione dei Verdi                | Progressisti                  | 3.273                              | 4,6     |      |
| Partito Socialista Italiano          | Progressisti                  | 1.013                              | 1,4     |      |
| Alleanza Democratica                 | Progressisti                  | 818                                | 1,1     |      |
| La Rete                              | Progressisti                  | 813                                | 1,1     |      |
| Rinascita Socialista                 | Progressisti                  | 236                                | 0,3     |      |
| ↳ Gesamt                             | Progressisti                  | 27.513                             | 38,6    |      |
|                                      | Patto per l’Italia            | Partito Popolare Italiano          | 4.129   | 5,8  |
| Patto Segni                          | Patto per l’Italia            | 3.179                              | 4,5     |      |
| ↳ Gesamt                             | Patto per l’Italia            | 7.308                              | 10,3    |      |
|                                      | Lista Marco Pannella          | Lista Marco Pannella               | 2.707   | 3,8  |
|                                      | Programma Italia              | Programma Italia                   | 974     | 1,4  |
|                                      | L’Arca                        | L’Arca                             | 457     | 0,6  |
|                                      | Alleanza Meridionale          | Alleanza Meridionale               | 341     | 0,5  |
|                                      | Unione Cristiani e Riformisti | Unione Cristiani e Riformisti      | 131     | 0,2  |
|                                      | Democrazia e Rinnovamento     | Democrazia e Rinnovamento          | 68      | 0,1  |
| Gesamt                               | Gesamt                        | Gesamt                             | 71.187  | 100  |
|                                      |                               |                                    |         |      |
| Ungültige Stimmen                    | Ungültige Stimmen             | Ungültige Stimmen                  | 4.898   | 6,4  |
| Wähler                               | Wähler                        | Wähler                             | 76.085  | 74,9 |
| Wahlberechtigte                      | Wahlberechtigte               | Wahlberechtigte                    | 101.630 |      |
|                                      |                               |                                    |         |      |
| Quelle: Innenministerium             |                               |                                    |         |      |

#### Parlamentswahl 1996

##### Direktstimmen
| Kandidaten               | Kandidaten                | Parteien            | Stimmen | %    |
| ------------------------ | ------------------------- | ------------------- | ------- | ---- |
|                          | Annamaria Procaccigewählt | L’Ulivo             | 34.744  | 51,6 |
|                          | Antonio Mazzone           | Polo per le Libertà | 32.534  | 48,4 |
| Gesamt                   | Gesamt                    | Gesamt              | 67.278  | 100  |
|                          |                           |                     |         |      |
| Ungültige Stimmen        | Ungültige Stimmen         | Ungültige Stimmen   | 5.413   | 7,4  |
| Wähler                   | Wähler                    | Wähler              | 72.691  | 71,9 |
| Wahlberechtigte          | Wahlberechtigte           | Wahlberechtigte     | 101.169 |      |
|                          |                           |                     |         |      |
| Quelle: Innenministerium |                           |                     |         |      |

##### Listenstimmen
| Parteien                                          | Parteien                             | Parteien                             | Stimmen | %    |
| ------------------------------------------------- | ------------------------------------ | ------------------------------------ | ------- | ---- |
|                                                   | Polo per le Libertà                  | Forza Italia                         | 16.756  | 24,8 |
| Alleanza Nazionale                                | Polo per le Libertà                  | 14.503                               | 21,4    |      |
| CCD – CDU                                         | Polo per le Libertà                  | 2.977                                | 4,4     |      |
| ↳ Gesamt                                          | Polo per le Libertà                  | 34.236                               | 50,6    |      |
|                                                   | L’Ulivo                              | Partito Democratico della Sinistra   | 15.463  | 22,8 |
| Popolari per Prodi (PPI – SVP – PRI – UD – Prodi) | L’Ulivo                              | 3.418                                | 5,0     |      |
| Federazione dei Verdi                             | L’Ulivo                              | 2.911                                | 4,3     |      |
| Rinnovamento Italiano                             | L’Ulivo                              | 2.299                                | 3,4     |      |
| ↳ Gesamt                                          | L’Ulivo                              | 24.091                               | 35,6    |      |
|                                                   | Partito della Rifondazione Comunista | Partito della Rifondazione Comunista | 6.764   | 10,0 |
|                                                   | Lista Pannella – Sgarbi              | Lista Pannella – Sgarbi              | 959     | 1,4  |
|                                                   | Fiamma Tricolore                     | Fiamma Tricolore                     | 776     | 1,1  |
|                                                   | Partito Socialista                   | Partito Socialista                   | 608     | 0,9  |
|                                                   | Democrazia Sociale                   | Democrazia Sociale                   | 171     | 0,3  |
|                                                   | Sviluppo e Legalità                  | Sviluppo e Legalità                  | 93      | 0,1  |
| Gesamt                                            | Gesamt                               | Gesamt                               | 67.698  | 100  |
|                                                   |                                      |                                      |         |      |
| Ungültige Stimmen                                 | Ungültige Stimmen                    | Ungültige Stimmen                    | 4.990   | 6,9  |
| Wähler                                            | Wähler                               | Wähler                               | 72.688  | 71,8 |
| Wahlberechtigte                                   | Wahlberechtigte                      | Wahlberechtigte                      | 101.169 |      |
|                                                   |                                      |                                      |         |      |
| Quelle: Innenministerium                          |                                      |                                      |         |      |

#### Parlamentswahl 2001

##### Direktstimmen
| Kandidaten               | Kandidaten                | Parteien           | Stimmen | %    |
| ------------------------ | ------------------------- | ------------------ | ------- | ---- |
|                          | Sergio Iannuccilligewählt | Casa delle Libertà | 26.851  | 46,5 |
|                          | Riccardo Di Palma         | L’Ulivo            | 24.894  | 43,1 |
|                          | Laura Melillo             | Lista Di Pietro    | 1.785   | 3,1  |
|                          | Giuseppe Viviani          | Democrazia Europea | 1.663   | 2,9  |
|                          | Antonello Torchia         | Lista Emma Bonino  | 1.339   | 2,3  |
|                          | Sergio Simpatico          | Fiamma Tricolore   | 1.196   | 2,1  |
| Gesamt                   | Gesamt                    | Gesamt             | 57.728  | 100  |
|                          |                           |                    |         |      |
| Ungültige Stimmen        | Ungültige Stimmen         | Ungültige Stimmen  | 8.657   | 13,0 |
| Wähler                   | Wähler                    | Wähler             | 66.385  | 68,6 |
| Wahlberechtigte          | Wahlberechtigte           | Wahlberechtigte    | 96.780  |      |
|                          |                           |                    |         |      |
| Quelle: Innenministerium |                           |                    |         |      |

##### Listenstimmen
| Parteien                               | Parteien                             | Parteien                             | Stimmen | %    |
| -------------------------------------- | ------------------------------------ | ------------------------------------ | ------- | ---- |
|                                        | Casa delle Libertà                   | Forza Italia                         | 20.973  | 35,9 |
| Alleanza Nazionale                     | Casa delle Libertà                   | 8.102                                | 13,9    |      |
| CCD – CDU                              | Casa delle Libertà                   | 1.052                                | 1,8     |      |
| Nuovo PSI                              | Casa delle Libertà                   | 717                                  | 1,2     |      |
| ↳ Gesamt                               | Casa delle Libertà                   | 30.844                               | 52,8    |      |
|                                        | L’Ulivo                              | Democratici di Sinistra              | 12.223  | 20,9 |
| La Margherita (Dem – PPI – RI – Udeur) | L’Ulivo                              | 3.969                                | 6,8     |      |
| Il Girasole (FdV – SDI)                | L’Ulivo                              | 2.865                                | 4,9     |      |
| Partito dei Comunisti Italiani         | L’Ulivo                              | 1.275                                | 2,2     |      |
| ↳ Gesamt                               | L’Ulivo                              | 20.332                               | 34,8    |      |
|                                        | Partito della Rifondazione Comunista | Partito della Rifondazione Comunista | 3.049   | 5,2  |
|                                        | Lista Di Pietro                      | Lista Di Pietro                      | 1.612   | 2,8  |
|                                        | Democrazia Europea                   | Democrazia Europea                   | 1.117   | 1,9  |
|                                        | Lista Emma Bonino                    | Lista Emma Bonino                    | 802     | 1,4  |
|                                        | Fiamma Tricolore                     | Fiamma Tricolore                     | 466     | 0,8  |
|                                        | Forza Nuova                          | Forza Nuova                          | 103     | 0,2  |
|                                        | Paese Nuovo                          | Paese Nuovo                          | 68      | 0,1  |
|                                        | Abolizione Scorporo                  | Abolizione Scorporo                  | 54      | 0,1  |
| Gesamt                                 | Gesamt                               | Gesamt                               | 58.447  | 100  |
|                                        |                                      |                                      |         |      |
| Ungültige Stimmen                      | Ungültige Stimmen                    | Ungültige Stimmen                    | 7.959   | 12,0 |
| Wähler                                 | Wähler                               | Wähler                               | 66.406  | 68,6 |
| Wahlberechtigte                        | Wahlberechtigte                      | Wahlberechtigte                      | 96.780  |      |
|                                        |                                      |                                      |         |      |
| Quelle: Innenministerium               |                                      |                                      |         |      |

## Von 2017 bis 2020

### Wahlkreisgebiet
Der Wahlkreis umfasste Gemeinden: 

### Wahlergebnisse

#### Parlamentswahl 2018
| Kandidaten               | Kandidaten           | Stimmen | %    | Listen                                      | Stimmen | %    |
| ------------------------ | -------------------- | ------- | ---- | ------------------------------------------- | ------- | ---- |
|                          | Doriana Sarligewählt | 56.753  | 48,0 | Movimento 5 Stelle                          | 56.753  | 48,0 |
|                          | Paolo Siani          | 25.492  | 21,6 | Partito Democratico                         | 21.643  | 18,3 |
| +Europa                  | Paolo Siani          | 25.492  | 21,6 | 2.980                                       | 2,5     |      |
| Italia Europa Insieme    | Paolo Siani          | 25.492  | 21,6 | 542                                         | 0,5     |      |
| Civica Popolare          | Paolo Siani          | 25.492  | 21,6 | 327                                         | 0,3     |      |
|                          | Giuseppina Sorvillo  | 24.781  | 21,0 | Forza Italia                                | 17.483  | 14,8 |
| Fratelli d’Italia        | Giuseppina Sorvillo  | 24.781  | 21,0 | 3.280                                       | 2,8     |      |
| Lega                     | Giuseppina Sorvillo  | 24.781  | 21,0 | 3.062                                       | 2,6     |      |
| Noi con l’Italia – UDC   | Giuseppina Sorvillo  | 24.781  | 21,0 | 956                                         | 0,8     |      |
|                          | Mario Coppeto        | 5.277   | 4,5  | Liberi e Uguali                             | 5.277   | 4,5  |
|                          | Giuseppe Aragno      | 4.054   | 3,4  | Potere al Popolo!                           | 4.054   | 3,4  |
|                          | Marianna Puzo        | 631     | 0,5  | Il Popolo della Famiglia                    | 631     | 0,5  |
|                          | Simone Silvestri     | 560     | 0,5  | CasaPound Italia                            | 560     | 0,5  |
|                          | Arcangelo De Capua   | 251     | 0,2  | Italia agli Italiani (FT – FN)              | 251     | 0,2  |
|                          | Vincenzo Rongo       | 210     | 0,2  | Partito Repubblicano Italiano – ALA         | 210     | 0,2  |
|                          | Vittorio Saldutti    | 178     | 0,2  | Per una Sinistra Rivoluzionaria (SCR – PCL) | 178     | 0,2  |
| Gesamt                   | Gesamt               | 118.187 | 100  |                                             | 118.187 | 100  |
|                          |                      |         |      |                                             |         |      |
| Ungültige Stimmen        | Ungültige Stimmen    | 2.746   | 2,3  |                                             |         |      |
| Wähler                   | Wähler               | 120.933 | 65,0 |                                             |         |      |
| Wahlberechtigte          | Wahlberechtigte      | 186.095 |      |                                             |         |      |
|                          |                      |         |      |                                             |         |      |
| Quelle: Innenministerium |                      |         |      |                                             |         |      |

## Seit 2020

### Wahlkreisgebiet
| Wahlkreise – Camera dei deputati – Kampanien | Wahlkreise – Camera dei deputati – Kampanien | Wahlkreise – Camera dei deputati – Kampanien |
| Provinz                                      | Provinz                                      | Gemeinden nach Provinzen ⮞ Wahlkreis |
| -------------------------------------------- | -------------------------------------------- | --- |
|                                              | Metropolitanstadt Neapel (92 Gemeinden)      | Teil Neapels ⮞ Wahlkreis Neapel – Fuorigrotta Teil Neapels ⮞ Wahlkreis Neapel – San Carlo all’Arena 13 ⮞ Wahlkreis Acerra 14 ⮞ Wahlkreis Casoria 16 ⮞ Wahlkreis Giugliano in Campania 28 ⮞ Wahlkreis Somma Vesuviana 20 ⮞ Wahlkreis Torre del Greco |
|                                              | Provinz Avellino (118 Gemeinden)             | alle ⮞ Wahlkreis Avellino |
|                                              | Provinz Benevento (78 Gemeinden)             | alle ⮞ Wahlkreis Benevento |
|                                              | Provinz Caserta (104 Gemeinden)              | 24 ⮞ Wahlkreis Caserta 52 ⮞ Wahlkreis Aversa 28 ⮞ Wahlkreis Benevento |
|                                              | Provinz Salerno (158 Gemeinden)              | 20 ⮞ Wahlkreis Salerno 112 ⮞ Wahlkreis Eboli 26 ⮞ Wahlkreis Scafati |

Der Wahlkreis umfasst einen Teil der Gemeinde Neapel.

### Wahlergebnisse

#### Parlamentswahl 2022
| Kandidaten                          | Kandidaten              | Stimmen | %    | Listen                                                  | Stimmen | %    |
| ----------------------------------- | ----------------------- | ------- | ---- | ------------------------------------------------------- | ------- | ---- |
|                                     | Dario Carotenutogewählt | 82.182  | 45,4 | Movimento 5 Stelle                                      | 82.182  | 45,4 |
|                                     | Fabrizio Ferrandelli    | 43.407  | 24,0 | Partito Democratico – Italia Democratica e Progressista | 29.203  | 16,1 |
| Alleanza Verdi e Sinistra           | Fabrizio Ferrandelli    | 43.407  | 24,0 | 6.447                                                   | 3,6     |      |
| +Europa                             | Fabrizio Ferrandelli    | 43.407  | 24,0 | 3.901                                                   | 2,2     |      |
| Impegno Civico – Centro Democratico | Fabrizio Ferrandelli    | 43.407  | 24,0 | 3.856                                                   | 2,1     |      |
|                                     | Giuseppe Pecoraro       | 36.733  | 20,3 | Fratelli d’Italia                                       | 21.216  | 11,7 |
| Forza Italia                        | Giuseppe Pecoraro       | 36.733  | 20,3 | 10.987                                                  | 6,1     |      |
| Lega per Salvini Premier            | Giuseppe Pecoraro       | 36.733  | 20,3 | 3.687                                                   | 2,0     |      |
| Noi Moderati                        | Giuseppe Pecoraro       | 36.733  | 20,3 | 843                                                     | 0,5     |      |
|                                     | Caterina Cernicchiaro   | 8.711   | 4,8  | Azione – Italia Viva                                    | 8.711   | 4,8  |
|                                     | Luigi de Magistris      | 6.313   | 3,5  | Unione Popolare                                         | 6.313   | 3,5  |
|                                     | Pierpaolo Fontana       | 2.144   | 1,2  | Italexit per l’Italia                                   | 2.144   | 1,2  |
|                                     | Michele Liguori         | 1.328   | 0,7  | Italia Sovrana e Popolare                               | 1.328   | 0,7  |
|                                     | Salvatore Scarfiglieri  | 254     | 0,1  | Noi di Centro – Europeisti                              | 254     | 0,1  |
| Gesamt                              | Gesamt                  | 181.072 | 100  |                                                         | 181.072 | 100  |
|                                     |                         |         |      |                                                         |         |      |
| Ungültige Stimmen                   | Ungültige Stimmen       | 4.989   | 2,7  |                                                         |         |      |
| Wähler                              | Wähler                  | 186.061 | 49,8 |                                                         |         |      |
| Wahlberechtigte                     | Wahlberechtigte         | 373.633 |      |                                                         |         |      |
|                                     |                         |         |      |                                                         |         |      |
| Quelle: Innenministerium            |                         |         |      |                                                         |         |      |